# Kurt Schwitters
Kurt Schwitters (20. června 1887, Hannover – 8. ledna 1948, Ambleside) byl německý malíř, básník, reklamní grafik a hudební skladatel.

## Život a dílo
Patřil mezi evropské dadaisty. Vytvořil si vlastní dadaismus, který nazval „Merz“.
Proslavil se ve výtvarném umění tím, že používal takzvanou metodu „poezie v klobouku“, tedy tak, že sebral nejodlišnější prvky a složil je podle náhodnosti jejich tvaru, barev nebo hmoty. Využíval vše – kousky dřeva, železa, poštovní známky, kameny, zátky, odstřižky plechu, obálky, lístky z tramvaje, slepičí pírka atd. Jeho díla byla jenom z těchto zlomků, které skládal vedle sebe (ale ne tak, jak to dělají kubisté). Tato činnost byla nazývána „malba ze smetí“.
Jeho díla přestala být dadaistická ve chvíli, kdy svými zlomky se pokoušel soupeřit s kubistickými díly a snažil se těm svým dát estetickou hodnotu – vzepřel se tím hlavním cílům dadaismu, který byl revoltou a negací proti všemu.
V letech 1923 až 1932 Kurt Schwitters pracuje na své hudební kompozici, sonátě, které dal název Ursonate. Ve skutečnosti nelze přesně určit, zda se jedná o hudební nebo jazykovou skladbu, ale dohromady tvoří grafické dílo. V roce 1932 ji poprvé zveřejnil ve svém časopise Merz.

## Galerie

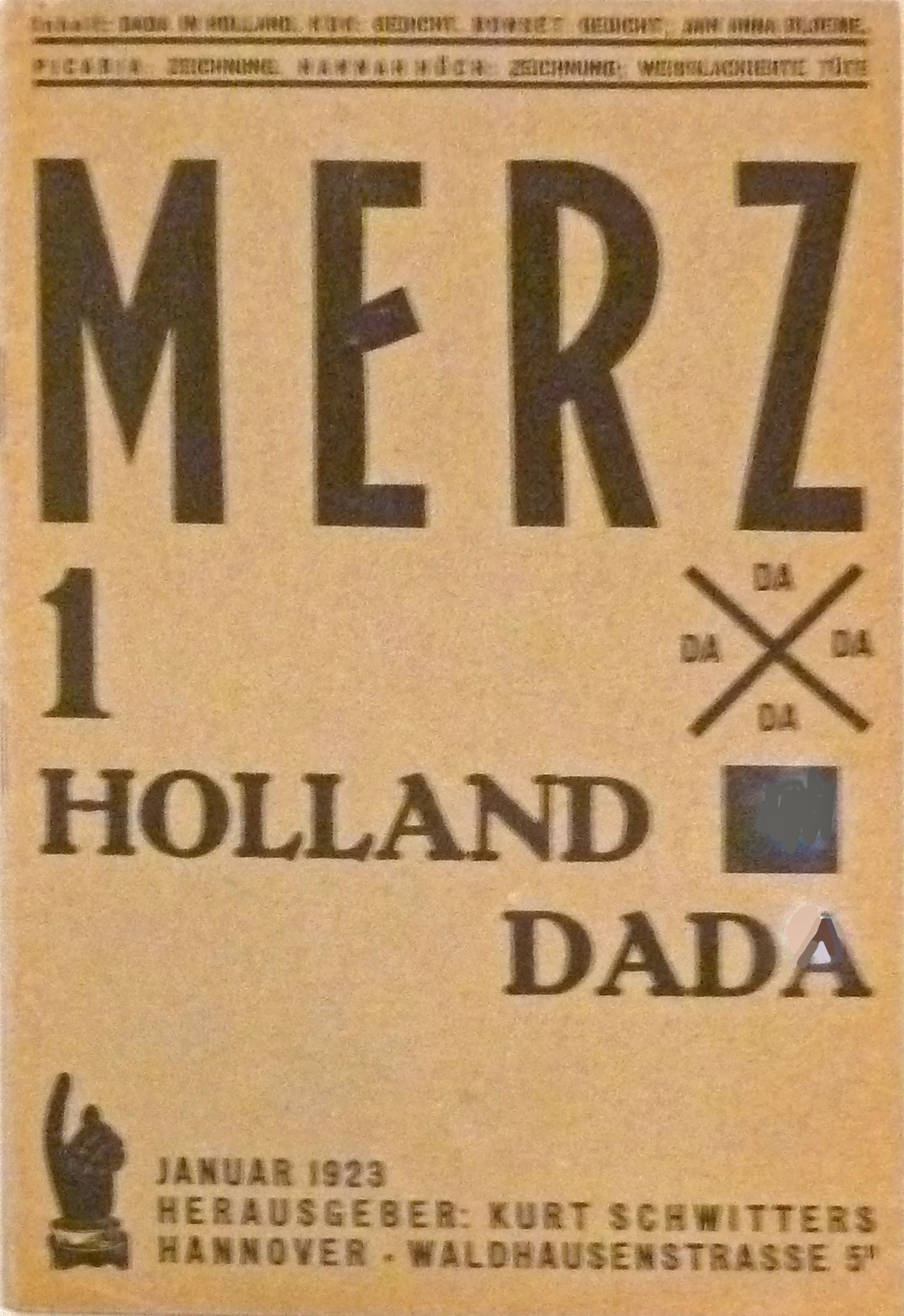
První číslo časopisu Merz, leden 1923
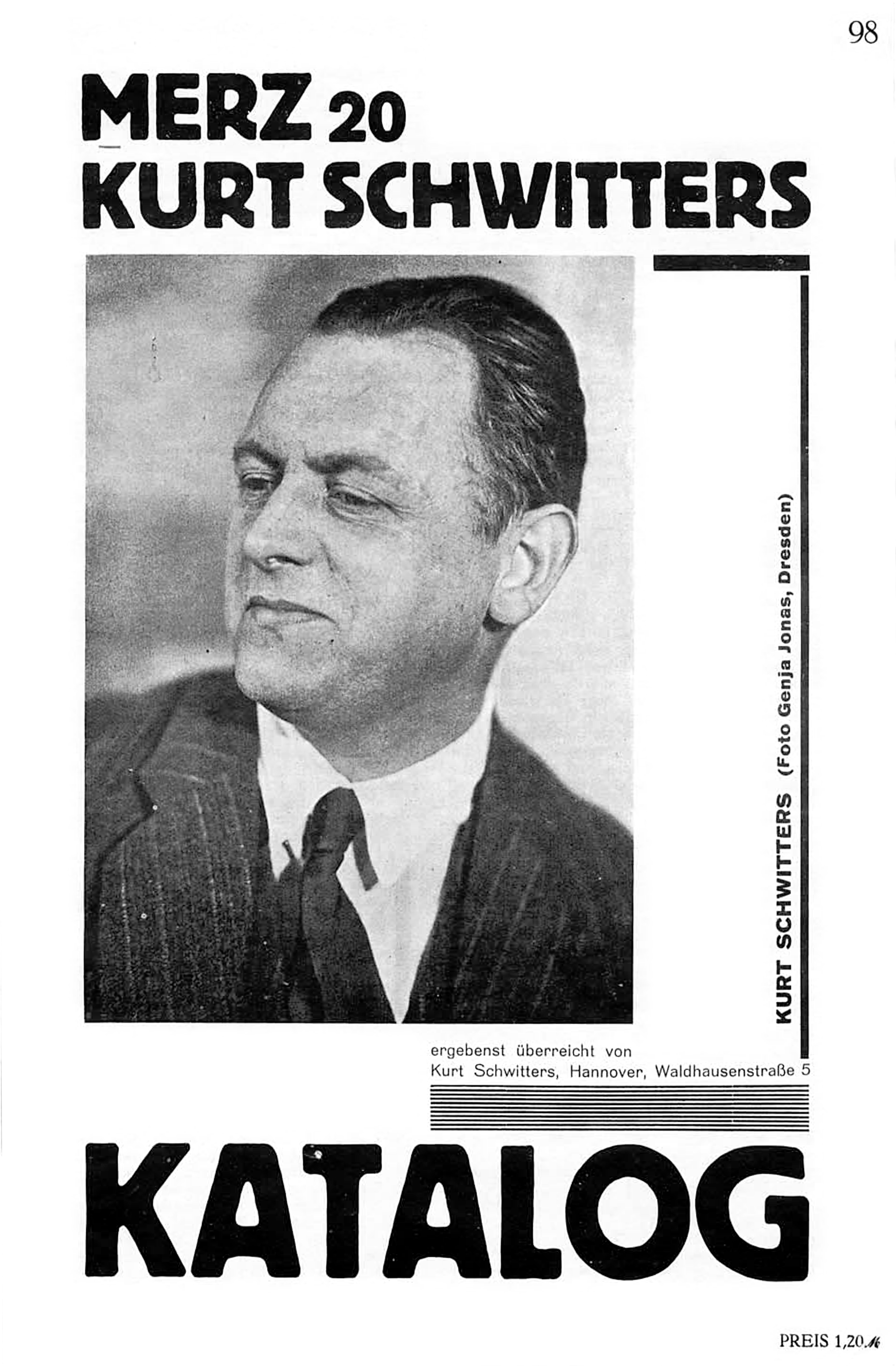
Kurt Schwitters na obálce Merz č. 20, autorka fotografie Genja Jonas
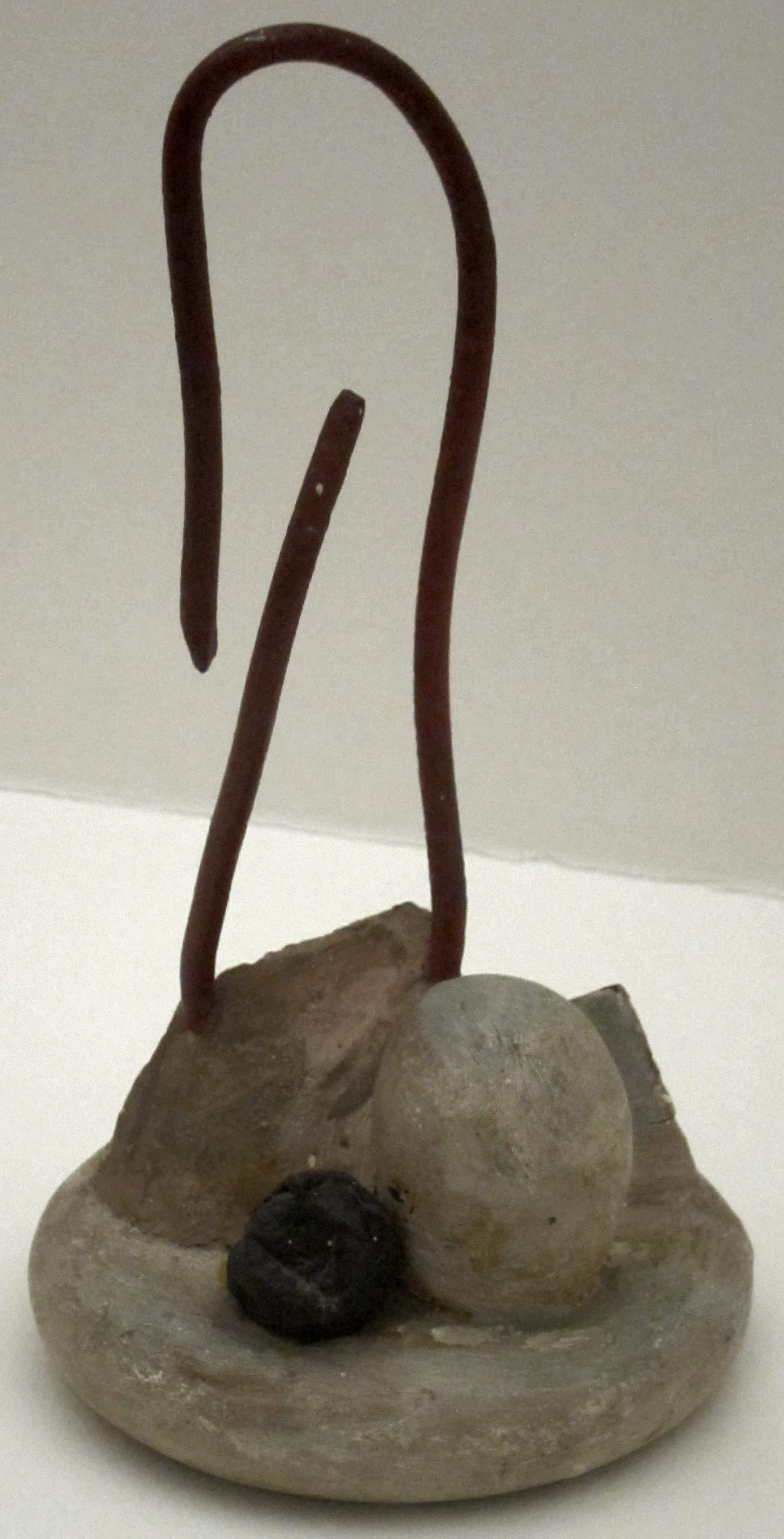
Červený drát, 1944, Tate Modern
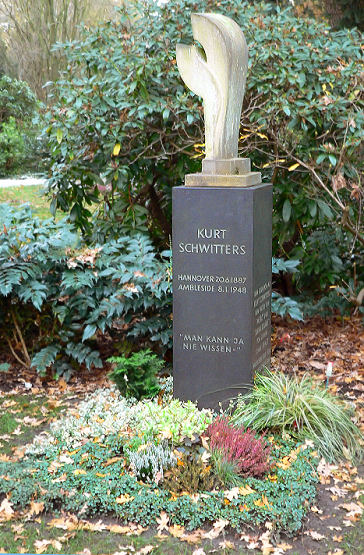
Hrob Kurta Schwitterse, Hannover, 2005